# Gottfried Baist
Gottfried Baist (* 28. Februar 1853 in Ulfa (Nidda); † 22. Oktober 1920 in Freiburg i.Br.) war ein deutscher Romanist und Hispanist. Sein Vater war der Pfarrer Gustav Baist; sein Onkel war der Chemiker und Unternehmer Ludwig Baist.

## Leben und Werk
Baist studierte Romanistik, Geschichte und Germanistik in Gießen und bei Conrad Hofmann in München. Er promovierte 1880 in Erlangen bei Karl Vollmöller hispanistisch mit Alter und Textueberlieferung der Schriften Don Juan Manuels (Halle a.S. 1880), war dort ab 1884 Assessor an der Bibliothek und habilitierte sich 1889 bei Hermann Varnhagen über Die Arabischen  Hauchlaute und Gutturalen im Spanischen  (Erlangen 1889). Er war von 1891 bis 1918 als Nachfolger von Fritz Neumann ordentlicher Professor für romanische Philologie in Freiburg. Im Amtsjahr 1909/10 war er dort auch Rektor.

## Weitere Werke
- Die spanische Sprache, in: Grundriss der romanischen Philologie, hg. von Gustav Gröber Bd. 1, Strassburg 1888, S. 689–714, 2. Aufl. 1904, S. 878–915
- Die spanische Literatur, in: Grundriss der romanischen Philologie, hg. von Gustav Gröber, 1. Band, 2. Abt., Strassburg 1897,  S. 383–466, 2te verb. und. verm. Aufl., Strassburg 1904–06
- Grammatik der Spanischen Sprache, Zweite verbesserte und vermehrte Auflage, Strassburg 1906
- (Hrsg.) Juan Manuel, El libro de la caza, Halle a.S. 1880, Hildesheim 1984
- (Hrsg.) Antonio Muñoz, Aventuras en verso y prossa, Halle a.S. 1907